# Rade Bulat
Rade Bulat (Vrginmost, 28. kolovoza 1920. – Zagreb, 25. siječnja 2013.), komunist, partizan, narodni heroj.

## Životopis
Rođen je u seljačkoj obitelji. Osnovnu školu završio je u Vrginmostu, gimnaziju u Sisku, Gradiški i Zagrebu. U 17. godini pristupio je revolucionarnom omladinskom pokretu, i 1936. postao član SKOJ-a. Bulat je rukovodio skojevskom organizacijom u gimnaziji Siska, Gradiške i Zagreba. Zbog naprednog djelovanja bio je proganjan, udaljavan iz škole i zatvaran 1938., 1940. i 1941. godine.
Godine 1939., bio je primljen u članstvo KPJ. U isto vrijeme upisao se na Tehnički fakultet u Zagrebu, gdje se aktivno uključio u rad skojevske organizacije, i postao član skojevskog rukovodstva. Povremeno je odlazio i u rodni kraj, gdje je pomagao nastanku prvih partijskih organizacija u selima sreza Vrginmost. 29. ožujka 1941., po odluci KPH, otišao je u Vrginmost zbog priprema borbi protiv okupatora. Tijekom ustanka, bio je tajnik Kotarskog komiteta KPH za kotar Vrginmost. Stalno je bio na terenu, obilazio partijske organizacije i radio na pripremi ustanka.
U NOB je stupio 27. srpnja 1941. godine. Tog dana je razoružao jednog ustašu, zajedno s narodnim herojem Mirkom Poštićem, u selu Perna. Istog dana je vodio skupinu boraca na rušenje željezničke pruge između Vrginmosta i Topuskog, kod sela Blatuše. Odmah poslije ove akcije, s Jovicom Bulatom napao je skupinu talijanskih vojnika kod sela Podgorje, i rastjerao ih. Tijekom NOR-a, bio je tajnik Kotarskog komiteta KPH za Vojnić, časnik Glavnog štaba NOV i POH, zapovjednik bataljuna „Bude Borjan” u sjevernoj Dalmaciji, zapovjednik Sjevernodalmatinskog odreda, zapovjednik 13. proleterske udarne brigade „Rade Končar”. načelnik štaba Druge operativne zone NOV i POH, zapovjednik Zapadne grupe NOV i POH u Desetom zagrebačkom korpusu, zapovjednik 32. divizije NOVJ i načelnik štaba Desetog korpusa "Zagrebačkog" NOVJ.
U veljači 1942. godine istaknuti organizator ustanka na Kordunu odlazi u GŠH, koji ga šalje s raznim zadacima u pojedine krajeve i partizanske odrede Hrvatske. U ulozi oficira GŠH sudjeluje s banijskom proleterskom četom i Nikolom Demonjom, u borbama u Slavoniji. Kao komandant bataljona „Bude Borjan", u sjevernoj Dalmaciji vodi niz uspješnih borbi protiv Talijana, ustaša i domobrana. Posebno se ističe u borbi s Talijanima kod Borije, zatim u selu Nunić, kod Kistanja, gdje zajedno sa Slobodanom Macurom razoružava i talijansku posadu od trideset karabinjera, a već u sljedećoj akciji sa svojim bataljonom izbacuje iz stroja više od 200 talijanskih vojnika. Tu zarobljava 3 bacača, 4 mitraljeza i veliki broj pušaka. Njegova vještina rukovođenja jedinicom dolazi do izražaja i 29. lipnja 1942., na planini Promina, kod Drniša, gdje, okružen s 5000 Talijana i četnika, dva dana vodi borbu i uspijeva izići iz obruča s neznatnim gubicima.
Kao komandant 13. proleterske brigade "Rade Končar", Bulat vodi neprekidne borbe na Žumberku, u okolici Zagreba i Karlovca. U bitci u Novom Selu nanosi teške poraze ustašama, a u Suhoru Talijanima i bjelogardejcima. Njemu pripadaju zasluge i za oslobođenje Krašića, 2. januara 1942. godine. Poslije žestokih borbi, uništene su tri ustaške bojne s više od 900 vojnika.Tu je počinjen ratni zločin nad zarobljenim vojnicima NDH. U svibnju 1943, kao načelnik štaba Druge operativne zone u Moslavini, Rade reorganizira partizanske odrede. Prilikom prelaska Save, junački vodi borbu protiv ustaša i Nijemaca, i zarobljava više od 40 neprijateljskih vojnika. Njegova posebna umješnost dolazi do izražaja u srpnju 1943., kada se s deset boraca uspješno izvlači iz ustaškog okruženja, te su rujnu iste godine, kada sam upada, na motociklu, u selo Sveti Petar Čvrstec, kod Križevaca, u zasjedu ustaške satnije, iz koje se uspješno izvlači. 
U oslobođenju Varaždinskih Toplica neposredno rukovodi jurišom na gestapovsko uporište, gdje zarobljava 100 njemačkih žandara. Ni jake snage neprijatelja, čak potpomognute sa 17 zrakoplova i nekoliko tenkova, ne uspijevaju razbiti zasjedu Bulatovih boraca kod sela Šemorec. U oslobođenju Ludbrega rukovodi i osnivanjem 1. zagorske brigade. Vodi neprekidne borbe u Zagorju, u vrlo teškim uvjetima, kod: Donje Konjšćine, kod Zlatara, Mihovljana, Varaždinskih Toplica, sela Svibovec. 
Njegovo ime se brzo pročulo u cijelom Zagorju, kao i prije toga na Kordunu, Dalmaciji, Pokuplju, Žumberku, jer su njegovi primjeri u borbi i brojne pobjede imale velikog odjeka. Od 6. lipnja 1944., komandant 32. divizije Rade Bulat uništava snažni ustaško -domobranski garnizon u Trgovišću, Hraščina, vodi tešku borbu na Kalniku, Bilogori i Podravini, gdje uništava čerkeske i ustaško-domobranske snage, od kojih otima topove što su ih oni bili zaplijenili na Istočnom frontu, U suradnji s jedinicama 7. banijske divizije i 6. korpusa, sudjeluje u oslobođenju Podravine od Virovitice do Koprivnice.
Poslije rata, bio je zapovjednik divizije, načelnik operativne uprave Vojne oblasti, zamjenik načelnika Treće uprave generalštaba JNA, načelnik Uprave ABH obrane JNA, pomoćnik zapovjednika za pozadinu Armijske oblasti i zapovjednik vojnog područja.
Završio je tečaj za usavršavanje časnika pješadije u Crvenoj armiji u SSSR-u (MKUOP), Višu vojnu akademiju JNA, Zapovjedno-generalštabnu školu u SAD i diplomirao na Elektrotehničkom fakultetu u Zagrebu.
Bio je zastupnik u Saboru SR Hrvatske za Vrginmost i Vojnić, i član CK KPH. Bio je general-potpukovnik JNA u mirovini.
Nositelj je Partizanske spomenice 1941. i više jugoslavenskih odličja. Ordenom narodnog heroja odlikovan je 24. prosinca 1953. godine.
Rade Bulat se je zalagao za srpsku autonomiju u SR Hrvatskoj.
Tijekom 2011. u medijima je ponovno otvoreno pitanje njegove i odgovornosti Josipa Manolića i Josipa Boljkovca za neke od masovnih partizanskih zločina nad pripadnicima vojske NDH u II. svjetskom ratu i poraću, ali nije optužen pred sudom, jer prema Nürnberškom sudu iz 1946. pripadnici savezničkih postrojbi ne mogu biti optuženi da su počinili ratni zločin.
Umro je 25. siječnja 2013. godine u Zagrebu. Sahranjen je u Grobnici narodnih heroja na zagrebačkom groblju Mirogoju.